# Одиенне
Одиенне́ (фр. Odienné) — город в северо-западной части Кот-д’Ивуара, административный центр области Денгеле, а также центр одноимённого муниципалитета.

## География
Город находится в 670 км к северо-западу от Абиджана и в 550 км от столицы страны, города Ямусукро, недалеко от границы с Гвинеей. Абсолютная высота — 451 метра над уровнем моря. В 15 км к западу от Одиенне расположена одиночная гранитная гора Денг-Келе (её абсолютная высота составляет 600 м), которая хорошо видна из города. Недалеко от Одиенне берёт начало река Бауле, которая течёт в северном направлении и впадает в реку Нигер уже на территории Мали. Немного восточнее истока Бауле берёт начало река Сасандра, которая, напротив, течёт на юг и впадает в Гвинейский залив. Местность в районе Одиенне представляет собой саванну, которая чередуется с участками лесов.

## Население
По данным на 2013 год численность населения составляет 56 944 человека.
Динамика численности населения города по годам:
| 1975   | 1988   | 2013   |
| ------ | ------ | ------ |
| 13 911 | 28 266 | 56 944 |

## Экономика
Экономика основана преимущественно на сельском хозяйстве, основные культуры которого — орехи кешью, хлопок и ямс. Недалеко от города осуществляется добыча золота.

## Транспорт
Город обслуживается аэропортом Одиенне.

## Известные уроженцы
В городе родился известный исполнитель регги, Тикен Джа Факоли.